# داستان پلیس ۴: اولین ضربه
داستان پلیس ۴: اولین ضربه (به انگلیسی: Police Story 4: First Strike)، یک فیلم سینمایی هنگ کنگی محصول سال ۱۹۹۶ به کارگردانی استنلی تانگ با بازی جکی چان، جکسون لو، وو چن چون و بیل تونگ همراه می‌باشد. این فیلم در روز ۱۰ فوریه سال ۱۹۹۶ در هنگ کنگ اکران شد.

## داستان
«کاکویی چان»، مأمور پلیس هنگ کنگی، مأموریت می‌یابد تا زنی به نام «ناتاشا» را حین سفرش به اوکراین تعقیب کند. «ناتاشا» در حال قاچاق دلار آمریکا به شوروی سابق است. این دلارها آن قدر هست که تروریستی به نام «تسویی» بتواند در بازار سیاه از مافیای روس یک کلاهک هسته‌ای خریداری کند…